# Ciro Ferrara
Ciro Ferrara (Nápoly, 1967. február 11.) olasz válogatott labdarúgó, edző.

## Pályafutása

### Klubcsapatban
A nápolyi születésű védő a város legnevesebb csapatában az Napoliban kezdte meg pályafutását és egészen 1994-ig ott futballozott. Ezt követően a Juventushoz szerződött ahol 11 évig szolgálta a zebrákat. Pályafutása alatt 7 bajnoki címet (5-öt a Juventusszal, 2-t a Napolival - a 8. bajnoki címet bundabotrány miatt elvették), 2 olasz kupát (egyet-egyet mindkét csapattal), 3 olasz szuperkupát (2-t a Juventusszal, 1-et a Napolival) és több nemzetközi kupát (UEFA-bajnokok ligája, UEFA-kupa, Interkontinentális kupa, UEFA-szuperkupa) nyert.
Nápolyi éveiben játszott az argentin csatárcsillaggal Maradonával.
Az egyik legjobb szezonja az 1996-1997-es volt amikor is 4 gólt szerzett védő létére a bajnokságban. 2000-től a karrierje kicsit hanyatlásnak indult, mivel általában csereként játszott. A kapitányi szalagot is egy másik kiemelkedő labdarúgó Alessandro Del Piero vehette át Antonio Contetól Ferrara helyett. Profi pályafutását 2005-ben fejezte be.

### Az olasz válogatottban
Ciro 49-szeres olasz válogatott. Egy mérkőzést játszott az 1990-es labdarúgó-világbajnokságon valamint a 2000-es labdarúgó-Európa-bajnokságon. A kevés nemzetközi szereplés annak is köszönhető, hogy sok hasonló képességű védő játszott abban az időben azon a poszton ahol ő, ezért nehéz volt a válogatottba való bekerülés. Többek közt: Franco Baresi, Alessandro Costacurta, Mauro Tassotti, Pietro Vierchowod, Riccardo Ferri, Giuseppe Bergomi, Paolo Maldini, és később Fabio Cannavaro, és Alessandro Nesta. Másrészt a sérülések is közrejátszottak, példának okáért az 1998-as labdarúgó-világbajnokságot is emiatt kényszerült kihagyni, az akkor 31 éves védő, akinek akkoriban 3 remek idénye is volt a Juventusnál. Pár héttel a világbajnokság előtt súlyos sérülést szenvedett és kénytelen volt kihagyni a tornát. Helyére a későbbi aranylabdás Cannavaro került, aki később is kerettag maradt, nem úgy mint Ferrara aki mellőzötté vált. Sokan úgy vélik, ha nem lett volna sérült a vb egyik kulcsembere lehetett volna, de így is sok fiatal tehetség példaképévé vált.

### Edzőként
Ciro Ferrara a 2006-os labdarúgó-világbajnokságon az olasz válogatott technikai személyzetének tagja volt. A torna végeztével a Juventus ificsapatának edzője lett. 2008-ban elvégezte az UEFA edzői tréningjét, így hivatalosan is vállalhatott edzői feladatokat.
2009. május 18-án a 7 meccs óta nyeretlen Claudio Ranierit váltotta a Juventus kispadján. Eredetileg az utolsó két mérkőzés vezetésének jogát kapta meg, hogy a csapat bebiztosítsa a 3. még BL-főtáblás helyet. Végül a klub a 2. helyen végzett a szezon végén és a vezetőség úgy döntött, hogy 2 évig meghosszabbítja a szerződését 2011-ig. 2010. január 29-én bontott vele szerződést a klub.